# Памятник Мендельсону (Лейпциг)
Памятник Мендельсону (нем. Mendelssohn-Denkmal) — посвящённый памяти Феликса Мендельсона-Бартольди монумент в немецком городе Лейпциг в федеральной земле Саксония. Расположенный поблизости от западного портала церкви св. Фомы, он является точной копией утраченного в 1936 году памятника, стоявшего у здания Нового концертного зала.

## Описание
Памятник установлен на Ринге Дитриха (нем. Dittrichring) — западной стороне кольцевой улицы Ринг-штрассе в окружающем Внутренний город парке-променаде. Бронзовая фигура композитора, одетого по моде XVIII века и закутанного в длинный плащ наподобие римской тоги высотой 2, 8 метров возвышается на ступенчатом четырёхметровом постаменте из серого и красного гранита. Мендельсон изображён в полный рост, раскованно опирающимся на пюпитр и сжимает в левой руке лист нотной бумаги, в то время как его правая рука держит дирижёрскую палочку — указание на его успешную дирижёрскую карьеру в Лейпциге. У ног Мендельсона на ступенях постамента восседает Евтерпа, опирающаяся на лиру; над ней золотыми буквами выведено имя композитора. По сторонам — парные фигуры музицирующих и поющих путти, а также бронзовые медальоны, символизирующие светскую и духовную музыку.

## История
Идея воздвигнуть памятник Мендельсону-Бартольди, прославившемуся в Лейпциге как капельмейстер Гевандхауса и основатель первой немецкой консерватории, была озвучена в 1868 году вместе с основанием соответствующей инициативной группы. Достаточное количество средств удалось собрать, однако, лишь спустя 20 лет. Проект памятника подготовил скульптор Вернер Штайн (нем. Werner Stein, 1855—1930) — ученик Иоганна Шиллинга. Официальное открытие монумента, отлитого в брауншвейгской мастерской Германа Ховальда и установленного в новом парадном Квартале музыки перед зданием второго Гевандхауса, состоялось 26 мая 1892 года.
С приходом к власти национал-социалистов, стремившихся к утверждению расово-гомогенного общества, судьба памятника, прославляющего урождённого, хотя и принявшего крещение еврея, оказалась под вопросом. Только благодаря позиции обербургомистра Гёрделера памятник не был снесён сразу же. Воспользовавшись временным отсутствием Гёрделера в Лейпциге, 9 ноября 1936 года его заместитель Рудольф Хааке (нем. Rudolf Haake, 1903—1945) постановил устранение монумента. Гёрделер, которому по возвращении не удалось добиться восстановления памятника, в том же месяце подал в отставку, уйдя впоследствии в оппозицию режиму. Гранитный постамент памятника был в 1942 году продан местному каменотёсу; судьба бронзовых фигур остаётся неизвестной: предположительно, они были отправлены на переплавку в военных целях.
По окончании Второй мировой войны на месте утраченного памятника перед повреждённым зданием Гевандхауса 2 октября 1946 года была установлена скромная стела с высеченным на ней именем композитора и годами его жизни. К столетию со дня смерти Мендельсона 4 ноября 1947 года она была заменена бюстом работы Вальтера Арнольда. Однако уже 20 лет спустя в связи со сносом здания второго Гевандхауса бюст Мендельсона был перенесён в расположенный поблизости сквер у бывшего здания Имперского суда, где он оставался вплоть до 1999 года, откуда он был перемещён в сад Музея Мендельсона; наконец, в 2008 году он нашёл своё до сих пор последнее пристанище на набережной Мендельсона (нем. Mendelssohn-Ufer).
В 2003 году обербургомистр Лейпцига Вольфганг Тифензее и капельмейстер Гевандхауса Курт Мазур договорились восстановить утраченный монумент, за чем последовало утверждающее эту договорённость официальное решение городского совета. Реализацию проекта взял на себя дрезденский скульптор Кристиан Шульце, которому фотограмметрическим способом удалось реконструировать облик старого памятника. Открытие установленного у церкви св. Фомы памятника состоялось 18 октября 2008 года.

## Прочие памятники Мендельсону в Лейпциге
Помимо упомянутых двух памятников, в фойе нового Гевандхауса на площади Августа с 2003 года располагается скульптура Мендельсона работы Йо Йастрама (нем. Joachim «Jo» Jastram, 1928—2011), изначально, в 1993 году установленная перед входом в здание.
С 1997 года в саду Дома-музея Мендельсона стоит бюст композитора работы Феликса Людвига — бывшего контрабасиста оркестра Гевандхауса.
Также в 1997 году в церкви св. Фомы было установлено новое витражное окно с портретным изображением Мендельсона-Бартольди работы Ганса Готфрида фон Штокхаузена (1920—2010).